# Баадер, Андреас
Берндт Андре́ас Баа́дер (нем. Berndt Andreas Baader, 6 мая 1943 — 18 октября 1977) — западногерманский террорист, один из основателей и лидеров леворадикальной Фракции Красной армии.

## Биография

### Детство и юность в Мюнхене
Родился 6 мая 1943 года в Мюнхене в семье историка и архивиста Берндта Филиппа Баадера и его жены Аннелизы Хермины, урождённой Крёхер. С 1945 года отец считался пропавшим без вести. Первые пять лет Андреас Баадер рос у бабушки в Зальфельде, а с 1949 года у матери, бабушки и тёти в Мюнхене. Большое влияние оказал на него дядя, актёр и танцор Михаэль Крёхер, с которым он продолжал поддерживать отношения, будучи взрослым. Несмотря на явные способности, плохо учился. За нарушение диспицлины и драки его часто переводили из одной школы в другую. В результате мать записала его в частную школу. C трудом получив аттестат о среднем образовании, он не пошёл в профессиональное училище, а вместо этого рисовал и занимался гончарным делом. У него появилась страсть к быстрой езде на автомобилях, которые он угонял, совершая на них различные нарушения правил дорожного движения. Поскольку он отказался получать водительские права (как считает Карин Виланд, это было симптоматическим бунтом против властей), он неоднократно вступал в конфликты с дорожной полицией и получил несколько штрафов. По словам Герда Кёнена, Баадер «на протяжении всей своей жизни воспринимал как глубокое оскорбление своей личности любую ситуацию обучения или экзамена – даже если это был всего лишь урок вождения».
В июне 1962 года он участвовал в беспорядках в Швабинге, вызванных разгоном полицией группы уличных музыкантов. По словам его матери, жестокие действия полиции навели его тогда на мысль, что в государстве «что-то не так». По мнению публициста Буца Петерса, события мюнхенского лета 1962 года оказали на девятнадцатилетнего подростка «шокирующее воздействие».

### Западный Берлин
В 1963 году Баадер переехал из Мюнхена в Западный Берлин якобы для получения художественного образования. Он работал на стройке и даже якобы в бульварной газете. Однако несколько репортеров не смогли подтвердить его работу в издательстве Шпрингера. Баадер культивировал бисексуальную ауру, посещал гей-клубы и примерно в 1965 году позировал полуобнаженным известному фотографу-гомосексуалу Герберту Тобиасу. Харизматичный красавчик Баадер также пользовался успехом у женщин, хотя часто относился к ним без должного уважения. Художница Эллинор Мишель (1939—2007), с которой он одно время жил в ménage à trois на берлинской вилле вместе с её мужем, художником Манфредом Хенкелем, описывала его как агрессивного и провокационного человека. В 1965 году она родила ему дочь. Баадер о своём ребенке вообще не заботился, девочку воспитывал Хенкель. В 1967 году он вступил в контакт со студенческим движением и внепарламентской оппозицией. Баадер был знаком с членами «Коммуны 1». На фотоснимке, сделанном в августе 1967 года, он изображен на хеппенинге на Курфюрстендамм танцующим с Доротеей Риддер и Райнером Лангхансом. Тем не менее в этих кругах он оставался аутсайдером — отчасти из-за своего элегантного стиля одежды и короткой стрижки, отчасти потому, что он не мог поддерживать интеллектуальные дискуссии коммунаров. В это время у него завязался роман с Гудрун Энслин, которая была на три года старше его. Не имея никакой идеологической подготовки, он перенял от неё марксистское мировоззрение.

### Поджог универмагов
После того как в мае 1967 года в результате пожара в брюссельском универмаге «Инновасьон» погибли 323 человека, «Коммуна 1» в нескольких листовках  объявила эту катастрофу антиимпериалистическим сигналом («Брюссель станет Ханоем») и задалась вопросом: «Когда же будут гореть универмаги в Берлине?» Тогда Баадер и Энслин решили не ограничиваться словесными провокациями и поджечь универмаг в ФРГ. По воспоминаниям Бомми Баумана, центральную роль в этом решении сыграло соперничество между Баадером и членами «Коммуны 1»: «Поджог, конечно, это и история конкуренции [...] Тот, кто совершает самые жесткие поступки, задаёт направление».
2 апреля 1968 года Баадер вместе с Энслин, Торвальдом Проллем и Хорстом Зёнляйном установили зажигательные устройства в двух универмагах во Франкфурте-на-Майне. В результате поджогов был нанесён ущерб почти на 675 тыс. немецких марок, при этом никто не пострадал.
31 октября 1968 года Баадер и его сообщники были приговорены к трём годам тюремного заключения каждый, но в июне 1969 года освобождены до рассмотрения апелляции. 4 февраля 1970 года прошение о помиловании было отклонено, и Баадер вместе с Энслин скрылся сначала в Париже, а затем в Италии. В феврале 1970 года по инициативе их адвоката Хорста Малера они вернулись в Западный Берлин и некоторое время скрывались на квартире у журналистки Ульрики Майнхоф.
4 апреля 1970 года Баадер был арестован по дороге на встречу с торговцем оружием, которую подстроил агент Федерального управления по защите конституции Петер Урбах. Ему грозило тюремное заключение на срок до 34 месяцев. Группа Хорста Малера решила освободить Баадера из тюрьмы, чтобы вместе с ним создать нелегальную революционную организацию.
Ульрика Майнхоф заявила, что собирается писать вместе с Баадером книгу «Организация маргинальной молодежи». Таким образом, ему разрешили пользоваться библиотекой Центрального института социальных вопросов в Далеме. 14 мая 1970 года во время посещения библиотеки он был освобождён четырьмя вооружёнными боевиками. При этом один сотрудник библиотеки получил тяжелое огнестрельное ранение. Освобождение Баадера положило начало активной деятельности Фракции Красной армии, названной в прессе «группой Баадера-Майнхоф».

### Первое поколение РАФ
После освобождения Баадер и около 20 членов РАФ совершили поездку в Иорданию, где проходили подготовку в тренировочном лагере палестинской организации ФАТХ. Баадеру удалось утвердиться в качестве лидера группы, унижая других участников или вслух рассуждая об их ликвидации. Из-за такого поведения и отказа надеть боевую униформу (он даже на военных учениях носил модные бархатные брюки) Баадер вступил в конфликт с палестинскими боевиками, которые в конечном итоге попросили его покинуть лагерь. Однако он им не подчинился.
В 1972 году Баадер был причастен к четырём из пяти терактов с использованием взрывчатки, которые члены РАФ назвали «Майским наступлением», а также к целой серии краж со взломом, ограблений банков и угонов транспортных средств в различных городах Западной Германии. Позже он был осуждён за непосредственное участие в следующих акциях: 11 мая 1972 года три бомбы взорвались в штабе V корпуса вооруженных сил США во Франкфурте-на-Майне; днём позже были совершены взрывы в полицейских учреждениях в Аугсбурге и Мюнхене; 15 мая в результате взрыва была тяжело ранена жена судьи Федерального суда Вольфганга Будденберга, севшая в его автомобиль, а 24 мая произошёл взрыв бомбы в штабе 7-й армии США в Гейдельберге. В результате этих действий четыре человека были убиты и более 70 ранены.
После терактов, совершенных весной 1972 года, Баадер стал в Западной Германии одним из самых разыскиваемых террористов. Он был арестован вместе с членами РАФ Яном-Карлом Распе и Хольгером Майнсом 1 июня 1972 года во Франкфурте-на-Майне после двухчасовой перестрелки, в ходе которой получил ранение в бедро.

### Заключение, процесс и смерть
17 января 1973 года 40 членов РАФ, находившихся под стражей, начали месячную коллективную голодовку. Андреас Баадер выступил с «объявлением голодовки» на уголовном процессе против Хорста Малера в Западном Берлине, на который его пригласили в качестве свидетеля. Руководящие члены РАФ неоднократно использовали уголовные процессы как публичную площадку для контактов с общественностью. В своем «заявлении о голодовке» группа потребовала «отмены изоляции как пытки для политических заключенных в ФРГ» и перевода Ульрики Майнхоф из «мертвого тракта» тюрьмы Кёльн-Оссендорф. Адвокаты жаловались на формы «пыток» в отношении задержанных. Заключённые требовали улучшения условий содержания в тюрьмах, в частности улучшения возможностей общения с внешним миром и доступа к независимым врачам. Члены самых разных леворадикальных группировок в Западной Германии отреагировали на голодовку солидарно и основали различные комитеты в поддержку голодающих. Цель РАФ посредством голодовки эксплуатировать общественность увенчалась успехом.
В апреле 1974 года Баадер и другие члены РАФ были переведены в специально подготовленную для них тюрьму «Штамхайм» в Штутгарте. Летом 1974 года руководство РАФ объявило третью голодовку. Ульрика Майнхоф обратилась с письмом к французскому философу-экзистенциалисту Жан-Полю Сартру и попросила его провести «интервью» с её соратником Баадером: «Мы хотим, чтобы ты защитил нас своим именем».
4 декабря 1974 года Сартр посетил Баадера в тюрьме. Встреча прошла иначе, чем ожидалось. На обратном пути философ сказал: «Какой засранец этот Баадер!» Баадер также резко осудил Жан-Поля Сартра: «Теперь я представляю, что значит возраст», — написал он в тайной записке. На пресс-конференции Сартр дистанцировался от РАФ («эта группа плоха для левых»), но выразил солидарность с заключёнными. Он раскритиковал содержание Баадера и его соратников в одиночной камере: «Это не пытки, как у нацистов, это другой вид пыток, пытка, которая должна вызывать психологические расстройства».
28 апреля 1977 года Баадер был приговорён к пожизненному заключению по четырём пунктам обвинения в убийстве и 54 пунктам обвинения в покушении на убийство.
Посредством захвата заложников в посольстве ФРГ в Стокгольме в 1975 году, а также похищения Ханнса Мартина Шлейера и параллельного угона самолета «Ландсхут» так называемой немецкой осенью 1977 года второе поколение РАФ пыталось освободить Баадера и других террористов. Однако федеральное правительство под руководством Гельмута Шмидта не пошло на уступки.
В ночь на 18 октября 1977 года в Могадишо западногерманское спецподразделение GSG 9 штурмовало захваченный террористами самолет и освободило всех заложников. Узнав об этом, Баадер, Ян-Карл Распе и Гудрун Энслин в ту же ночь покончили жизнь самоубийством в своих камерах. Утром Баадер был найден застреленным в своей камере в крыле строгого режима Штутгартской тюрьмы. В ходе расследования выяснилось, что оружие пронёс в тюрьму адвокат РАФ Арндт Мюллер в тайниках, сделанных в папках-скоросшивателях с документами процесса. Баадер несколько недель прятал в своей камере, как правило, в проигрывателе, пистолет калибра 7,65 мм венгерского производителя FÉG и застрелился из него. Предположения о внешнем влиянии или даже о ликвидации Баадера по заказу государства уже давно считаются опровергнутыми и классифицируются как теория заговора.
Несмотря на протесты, обер-бургомистр Штутгарта Манфред Роммель распорядился похоронить Баадера, Энслин и Распе в общей могиле на кладбище Дорнхальден. Панихида состоялась 27 октября 1977 года. Деревянные гробы привезли на кладбище лишь незадолго до погребения, при этом никому не сказав, в каком гробу чьё тело.

## Кинематограф
- 1986 — Штамхайм / Stammheim. В роли Баадера — Ульрих Тукур
- 1997 — Смертальная игра / Todesspiel. В роли Баадера — Себастьян Кох
- 2002 — Баадер (Красный террор) / Baader. В заглавной роли — Франк Гиринг
- 2005 — See You at Regis Debray. В роли Баадера — Ларс Айдингер
- 2008 — Комплекс Баадера — Майнхоф. В роли Баадера — Мориц Бляйбтрой
- 2011 — Кто, если не мы / Wer wenn nicht wir. В роли Александр Фелинг